# Doug Wimbish
Doug Wimbish, né le 22 septembre 1956 à Hartford, est un musicien américain. Il est principalement connu pour être le bassiste du groupe Living Colour. 

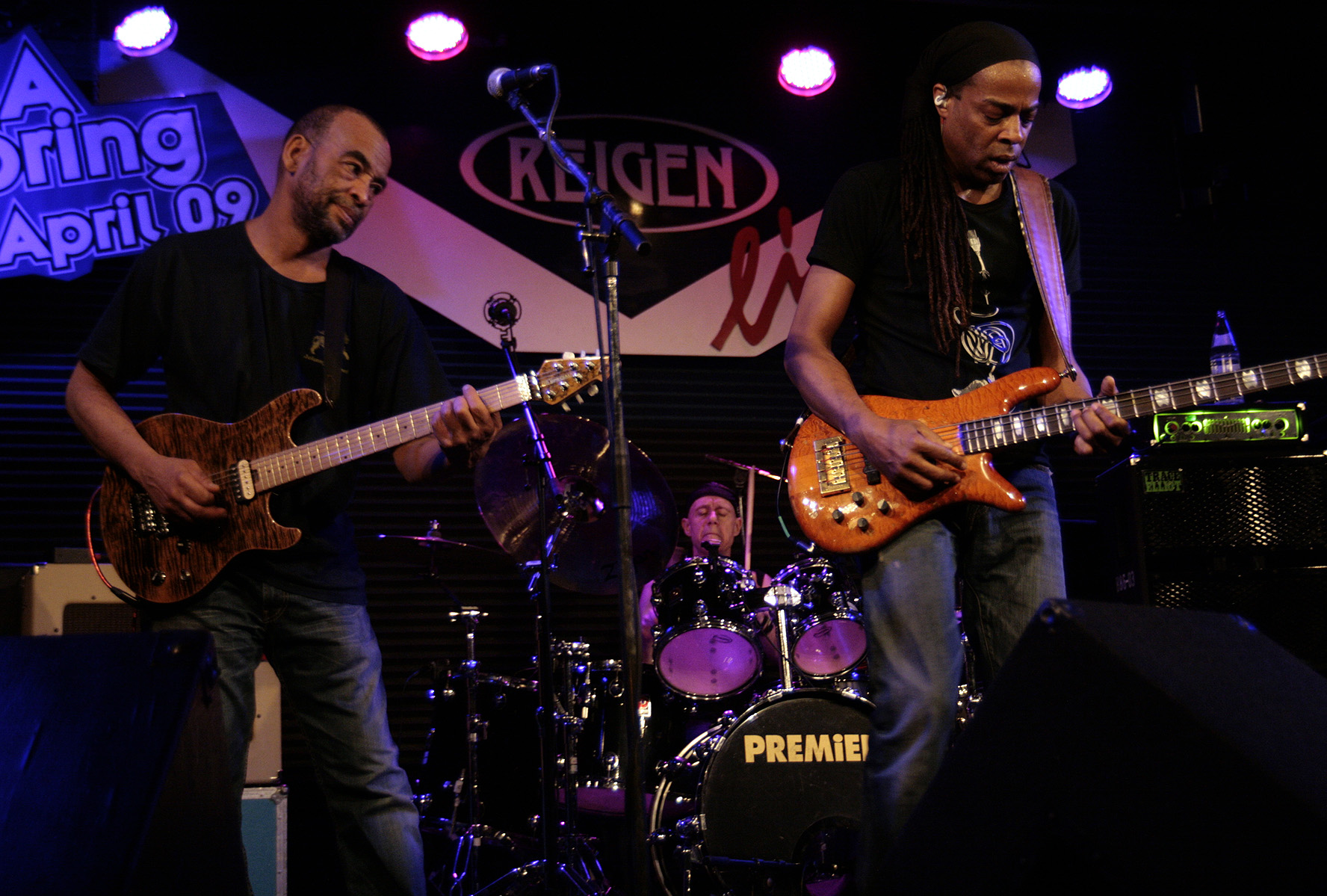
Doug Wimbish avec Little Axe à Vienne en 2009.

## Biographie
De 1979 à 1984, Doug Wimbish est bassiste de studio pour les groupes de rap-funk du label Sugar Hill Records, dont Grandmaster Flash and the Furious Five, The Sugarhill Gang et The Sequence, pour les plus connus.
En 1992, il devient le bassiste officiel de Living Colour qui rencontre un grand succès au cours des années 1990. Par la suite, il forme avec Skip McDonald et Keith Leblanc, le groupe Little Axe qui mélange dub et blues. 
En 2008, il sort CinemaSonics avec Keith Leblanc (batterie) et Skip McDonald (guitare).

## Discographie

### Solo
- 1998 : Jungle Funk
- 1999 : Trippy Notes for Bass
- 2008 : CinemaSonics

### Avec Living Colour
- 1993 : Stain
- 1995 : Pride Compil. + 4 inédits
- 2003 : Collideøscope
- 2009 : The Chair in the Doorway
- 2017 : Shade

### Avec Tackhead
- 1987 : Tape Time
- 1988 : En Concert
- 1989 : Friendly As Hand Grenade
- 1990 : Strange Things
- 1991 : VideoHead
- 1993 : Power inc. vol. 1 -- Compil. 85 to 87
- 1993 : Power inc. vol. 2 -- Compil. 85 to 87
- 1994 : Strange Parcels as Disconnection
- 1997 : Power inc. vol. 3 -- Live From 1985 to 1997
- 2006 : Sound Crash — Compil.
- 2010 : Sharehead — very limited edition
- 2014 : For The Love Of Money

### Avec Little Axe
- 1995 : The Wolf That House Built
- 1996 : Slow Fuse
- 2002 : Hard Grind
- 2004 : Champagne & Grits
- 2006 : Stone Cold Ohio
- 2010 : Bought for a Dollar, Sold for a Dime
- 2017 : London Blues

### Avec Wood Brass & Steel
- 1976 : Wood Brass & Steel
- 1980 : Hard & Heavy

### Avec d'autres artistes
- Brand New Funk : S/T (1978)
- Dayton : Feel The Music (1983)
- Chops : S/T (1984)
- Mark Stewart and the Maffia - As the Veneer of Democracy Starts to Fade (1985)
- Rose Royce : Fresh Cut (1986)
- Mark Stewart and the Maffia - Mark Stewart (1987)
- Mick Jagger - Primitive Cool (1987)
- Will Downing - Come Together As One - Album (1989)
- Barmy Army : The English Disease (1990)
- Mark Stewart and the Maffia - Metatron (1990)
- Seal - Seal (1991)
- Annie Lennox - DIVA (1992)
- Madonna - Erotica (1992)
- Joe Satriani - The Extremist (1992)
- Little Annie - Short and Sweet (1992)
- Billy Idol - Cyberpunk (1993)
- Mick Jagger - Wandering Spirit (1993)
- Joe Satriani - Time Machine (1993)
- Annie Lennox - Medusa (1995)
- Nicklebag : Mas Feedback (1997)
- Depeche Mode - Ultra (1997)
- Rolling Stones - Bridges to Babylon (1997)
- Mos Def - Black on Both Sides (1999)
- Dhafer Youssef - Electric Sufi (2002)
- Fernanda Porto - Giramundo (2005)
- John McCarthy - "Drive" (2006)
- Tarja - My Winter Storm (2007)
- Keziah Jones - Nigerian Wood (2008)
- Petteri Sariola - Phases (2009)
- Tarja - What Lies Beneath (2010)